# Centropogon congestus
Centropogon congestus är en klockväxtart som beskrevs av Henry Allan Gleason. Centropogon congestus ingår i släktet Centropogon och familjen klockväxter. Inga underarter finns listade i Catalogue of Life.